# 346-та окрема бригада спеціального призначення (РФ)
346-та окрема гвардійська бригада спеціального призначення — військове формування ГРУ Збройних сил Росії.
Дислокується у місті Прохладний (Кабардино-Балкарія). 346-а бригада складається з чотирьох загонів армійського спецназу, а також допоміжних підрозділів загальною чисельністю до 1,5 тисяч військовослужбовців. Підрозділи бригади мають гірську та парашутно-десантну підготовку та призначені для виконання розвідувальних, спеціальних, а також організаційних завдань на південно-західному стратегічному напрямку у Південному військовому окрузі.
Умовне найменування — Військова частина № 31681 (в/ч 31681). Скорочена найменування — 346 ОБрСпП.

## Історія
346-а ОБрСпП була сформована в 2012 році на базі одного з загонів 22-ї бригади ГУ ГШ і стала третьою бригадою армійського спецназу ГРУ у складі Південного військового округу. Після створення бригада дислокувалась у селищі Степовий Ростовській області, а пізніше була перекинута на Північний Кавказ, зі штабом у місті Прохладний (Кабардино-Балкарія).
Бригада складається з чотирьох загонів по 150 осіб у кожному, рота зв'язку, підтримки, спеціального озброєння, а також інженерних підрозділів загальною чисельністю до 2000 бійців. На озброєнні бригади стоять бронеавтомобілі МОЗ-304 "Горець" ("Тигр"), Урал-432009 та бронетранспортери БТР-82А.
З вересня 2015 року загони 346 ОБрСпП брали участь у інтервенції в Сирію.
Під повномасштабного вторгнення Росії в Україну 346-та бригада брала участь у штурмі Маріуполя (у взаємодії з 810-ою бригадою морської піхоти Чорноморського флоту).
Після захоплення Маріуполя 346-ю бригаду було перекинуто на Соледаро-Бахмутський напрямок і з травня 2023 року, разом із підрозділами 2-го армійського корпусу, воює в районі села Кліщіївка, на південному фланзі Бахмута.
27 березня 2023 року 346-та окрема бригада спеціального призначення була удостоєна почесної назви «гвардійська».

## Втрати
З відкритих джерел відомо про 1 загиблого бійця бригади на північному Кавказі, 8 — в Сирії, і 29 — під час російсько-української війни: